# Tubo volcánico de La Corona
El tubo volcánico de La Corona es un tubo volcánico de aproximadamente 6 km de longitud en el norte de Lanzarote, Islas Canarias.

## Geología
El tubo volcánico es una cueva originada a partir de las emisiones de lava de un hornito lateral del volcán Corona hace aproximadamente 21.000 años, coincidiendo con el último máximo glaciar. Las coladas fluyeron en dirección al mar, sobre materiales volcánicos más antiguos emitidos por Los Helechos y La Quemada, probablemente a favor de algún lecho de barranco. El avance de las lavas terminó cuando éstas alcanzaron la línea de costa. El tubo se formó, por lo tanto, enteramente en condiciones subaéreas, aunque los últimos 1,600 metros fueron inundados en la última transgresión marina.
La sección del tubo es amplia, y alcanza hasta 25 m de diámetro en algunas zonas. El recorrido es prácticamente lineal y no se conocen ramificaciones, aunque existen algunas secciones de doble techo como el Lago Escondido, en el Túnel de la Atlántida. Estafilitos y formaciones de "barniz" son los espeleotemas más comunes en las paredes del tubo.
El tubo termina por colapso a unos 60 metros bajo el nivel del mar, con un ensanchamiento terminal de 10 x 10 metros, presumiblemente producido por el súbito enfriamiento de las lavas al contacto con el mar durante la formación del tubo.
El recorrido del tubo se encuentra interrumpido por varios jameos (colapsos del techo de la cavidad, Siendo los más destacados la Cueva de los Verdes y los Jameos del Agua. Debido a estos derrumbes el tubo ha quedado dividido en varias secciones, las tres últimas secciones, conocidas como Cueva de los Lagos, Jameos del Agua y Túnel de la Atlántida, se extienden por debajo del nivel del mar y albergan uno de los ecosistemas anquialinos más importantes del mundo.